# Immagine in Cornice
Immagine in Cornice (укр. Картинка в рамці) — музичний документальний фільм гурту Pearl Jam, що вийшов 2007 року.

## Історія створення
Документальний фільм було знято протягом тижневих гастролей сіетлського рок-гурту Pearl Jam по Італії у 2006 році. Гурт дав п'ять концертів в Болоньї, Вероні, Мілані, Турині та Пістої. Весь цей час з музикантами знаходився режисер Денні Клінч, який записував їхню подорож на камери Super 8 та High Definition. Окрім фрагментів виступів, Клінч записав досить багато епізодів за лаштунками сцени, зокрема приділивши увагу татуюванням Майка Маккріді, катанню на скейтборді Джефа Амента та звукозаписному обладнанню Едді Веддера.
До фільму потрапили концертні виконання тринадцяти пісень Pearl Jam, серед яких як відомі хіти гурту («Even Flow», «Better Man», «Alive» тощо), так і кавер-версія пісні «Rockin' in the Free World» Ніла Янга. DVD також містив три бонус-треки: кавер-версію пісні «A Quick One While He's Away» The Who, яку Едді Веддер виконав в Турині разом з гуртом My Morning Jacket, а також акустичне виконання пісень «Throw Your Arms Around Me» (кавер Hunters & Collectors) та «Yellow Ledbetter» під час концерту в Мілані.
Документальний фільм вийшов у вересні 2007 року на лейблі Rhino Entertainment. 7 лютого 2008 року було продано понад 50 тисяч примірників, тому Immagine in Cornice отримав «золотий» статус.
У виданні The Austin Chronicle фільм оцінили на дві з половиною зірки з п'яти. Рауль Ернандес поскаржився на велику кількість камер та часті зміни кадрів, що не дають змоги зосередитись на виконавцях. В газеті The Oklahoman відзначили чудові італійські краєвиди, що потрапили до фільму, і назвали його «обов'язковим для перегляду» для всіх фанатів гурту.

## В ролях
- Джеф Амент
- Стоун Ґоссард
- Метт Кемерон
- Майк Маккріді
- Едді Веддер

## Список пісень
| #   | Назва                       | Тривалість |
| --- | --------------------------- | ---------- |
| 1.  | «Rockin' In The Free World» |            |
| 2.  | «Come Back»                 |            |
| 3.  | «Comatose»                  |            |
| 4.  | «Blood»                     |            |
| 5.  | «Alive»                     |            |
| 6.  | «Better Man»                |            |
| 7.  | «Even Flow»                 |            |
| 8.  | «Porch»                     |            |
| 9.  | «State Of Love And Trust»   |            |
| 10. | «Corduroy»                  |            |
| 11. | «Life Wasted»               |            |
| 12. | «World Wide Suicide»        |            |
| 13. | «Severed Hand»              |            |